# Diocesi di Dragonara
La diocesi di Dragonara (in latino Dioecesis Dragonariensis) è una diocesi soppressa e sede titolare della Chiesa cattolica.

## Territorio
La diocesi si trovava in Capitanata nell'estrema parte settentrionale della Puglia. Confinava a nord-est con la diocesi di Civitate, a nord-ovest con il fiume Fortore e la diocesi di Larino, a sud-ovest con le diocesi di Vulturara e di Montecorvino, e a sud-est con la diocesi di Fiorentino.
Sede vescovile era la città di Dragonara, abitato oggi scomparso, nel territorio dell'odierna Torremaggiore; ignoto è il titolare della cattedrale, probabilmente la Vergine Maria. La diocesi comprendeva un unico centro abitato su cui i vescovi esercitavano la loro giurisdizione spirituale, ossia il casale di Plantiliano, sul quale i vescovi vantavano anche diritti feudali.

## Storia
In seguito alla riconquista bizantina della Capitanata, il catapano Basilio Boioannes aveva costituito attorno al 1018 una linea fortificata a sostegno delle difese settentrionali dei possedimenti bizantini in Puglia. Questa linea era costituita dalle città di Troia, Dragonara, Civitate e Castel Fiorentino, ognuna dotata anche di una sede episcopale.
Il primo vescovo noto di Dragonara è Eimerado (o Almerado), documentato in due occasioni tra i diplomi dell'abbazia benedettina di Santa Maria di Tremiti. Nel settembre 1039 appare come testimone nella donazione della chiesa di San Michele all'abate Alberico di Tremiti. Nel febbraio 1045 prese parte alla consacrazione della chiesa di Santa Maria di Tremiti, e in questa occasione pose nell'altare un reliquiario di pietra con inciso il suo nome. Il diploma di consacrazione venne redatto nel sedicesimo anno di episcopato di Eimerado, cosa che porta a datare l'inizio del suo ministero a Dragonara tra il 1028 e gli inizi del 1029.
Nella bolla di papa Stefano IX del 1058, Dragonara appare al primo posto tra le suffraganee dell'arcidiocesi di Benevento.
La diocesi era molto piccola e conteneva all'incirca una decina di chiese oltre alla cattedrale; i documenti e i diplomi medievali menzionano le chiese di San Michele, San Nicola, Santa Maria in Volicino, San Benedetto, San Salvatore, San Nicola de Viridamento, San Nicola de Sterpato, San Pardo e San Biagio. Tra gli edifici religiosi più importanti della diocesi v'era il monastero di San Matteo di Sculgola, oggi in territorio di Casalnuovo Monterotaro, che era una delle dipendenze dell'abbazia di Santa Maria del Gualdo di Mazzocca, in diocesi di Benevento. Il monastero di San Matteo venne fondato verso il 1180 ed è attestato per la prima volta nel Chartularium di Santa Maria del Gualdo il 17 dicembre 1181 e in una bolla di papa Lucio III del mese di marzo 1183. Oltre alla chiesa e al monastero, è documentato, almeno fin dal 1236, anche l'esistenza di un ospedale monastico.
La fine della diocesi è legata alla distruzione e all'abbandono di Dragonara, già a partire dalla metà del XIII secolo. La diocesi sopravvisse fino a metà del Cinquecento. A causa dell'esiguità delle rendite della mensa vescovile, la diocesi di Dragonara fu unita a quella di Capri con il vescovo Alfonso de Valdecabras, dal 21 agosto 1551 al 1º ottobre 1554. L'ultimo vescovo noto è lo spagnolo Luis Suárez, nominato lo stesso 1º ottobre. Dopo questa data non si hanno più notizie di vescovi di Dragonara e la diocesi, per la morte o le dimissioni del Suárez, fu unita a quella di Civitate, entrambe poi confluite nella nuova diocesi di San Severo, istituita il 21 febbraio 1580.
Dal 1968 Dragonara è annoverata tra le sedi vescovili titolari della Chiesa cattolica; dal 19 maggio 2023 il vescovo titolare è Jean Nicolas Rakotojaona, vescovo ausiliare di Morondava.

## Cronotassi

### Vescovi
- Eimerado (o Almerado) † (prima di settembre 1039 - dopo febbraio 1045)[5]
- Leone I † (menzionato nel 1061)[7]
- Campone I † (prima del 1071 - dopo il 1075/1077)[5]
- Leone II † (menzionato nel 1082)[7]
- Giovanni I † (menzionato nel 1095)[7]
- Berardo † (menzionato nel 1100)[7]
- Roberto † (menzionato nel 1137)[7]
- Campone II † (menzionato nel 1143)[7]
- Ruggero † (menzionato nel 1163)[5]
- Nicola I † (menzionato nel 1179)[5]
- Giovanni II † (prima del 1195 - dopo il 1206)[5][8]
- Anonimo † (menzionato nel 1209 e nel 1210)[9]
- Nicola II † (menzionato nel 1213)[8]
- Anonimo † (documentato dal 1215 al 1221)[8]
- Giovanni III † (prima del 1236 - dopo il 1237)[8]
- Benedetto I † (menzionato nel 1283)[9]
- Pietro I † (menzionato nel 1285 e nel 1286)[8]
- Benedetto II † (prima del 1292 - dopo il 1304)[8]
- Pietro II † (prima del 1318 - dopo il 1321)
- Simone † (prima del 1333 - 1343 deceduto)
- Pietro III † (9 giugno 1343 - 1345 deceduto)
- Marino † (8 marzo 1346 - ?)
- Bernardo † (menzionato nel 1348)
- Gualtiero de Copello, O.P. † (9 gennaio 1349 - 1349 deceduto)
- Giovanni da Troia † (26 novembre 1349 - 1363 deceduto)
- Marchisano da Bologna, O.P. † (14 giugno 1364 - 1366 deceduto)
- Gerardo da Montefoscolo, O.F.M. † (8 novembre 1367 - ? deceduto)
- Giovanni di Pietro da Piperno, O.P. † (21 giugno 1372 - 28 novembre 1373 nominato vescovo di Trevico)
  - Sede vacante
- Bartolomeo Petri, O.F.M. † (circa 1382 - ?)[10][11]
- Giacomo † (1392 - ?)
- Francesco Bardi, O.E.S.A. † (28 gennaio 1399 - ?)
  - Nicola Tartagli[12], O.Cist. † (1º agosto 1438 - ?) (amministratore apostolico)
- Pietro IV † (? deceduto)
- Benedetto III † (23 luglio 1451 - ?)[13]
  - Sede vacante
- Giacomo Bruno † (20 maggio 1519 - 1551 deceduto)
- Alfonso de Valdecabras † (21 agosto 1551[14] - 1º ottobre 1554 dimesso)[15]
- Luis Suárez † (1º ottobre 1554 - ?)

### Vescovi titolari
- Szczepan Wesoły † (11 dicembre 1968 - 28 agosto 2018 deceduto)
- Jean-Crispin Kimbeni Ki Kanda (29 giugno 2020 - 11 giugno 2022 nominato vescovo di Kisantu)
- Jean Nicolas Rakotojaona, dal 19 maggio 2023